# Andrògeu
D'acord amb la mitologia grega, Andrògeu (en grec antic: Ἀνδρόγεως) va ser un príncep cretenc, fill de Minos i de Pasífae.
Andrògeu destacava en tots els jocs atlètics, i va anar a Atenes a participar en els Jocs Panatenaics, organitzats per Egeu, que llavors era el rei, on va guanyar tots els seus rivals. Egeu, envejós, el va enviar a lluitar contra el toro de Marató, que devastava el país, on va morir lluitant amb la fera. Altres versions diuen que, un cop guanyades les competicions a Atenes, va anar a Tebes a participar en els jocs d'aquella ciutat. Pel camí, els rivals a qui havia guanyat li van parar una emboscada i el van assassinar.
Qualsevol que fos l'explicació, quan la notícia arribà a Minos, el rei estava celebrant un sacrifici a l'illa de Paros. No va interrompre la cerimònia, i va mostrar el seu dolor traient-se del cap la corona que portava, i va manar que les flautistes rituals aturessin la música. Aquest és l'origen, segons s'explica, del ritu especial que, a Paros, exclou del sacrifici ofert a les Gràcies, a les que Minos estava sacrificant, les corones de flors i la música de flauta.
Un cop acabat el sacrifici, Minos va declarar la guerra a Atenes, organitzà una flota i va apoderar-se de Mègara, ciutat situada al golf Sarònic, que era la clau per accedir a la capital de l'Àtica. Va conquerir la ciutat gràcies a la traïció d'Escil·la, filla del rei Nisos. Després va posar rumb a Atenes, però la guerra es va perllongar, i Minos va demanar a Zeus que el vengés dels atenesos. La fam i la pesta van caure damunt la ciutat. Els atenesos van sacrificar diverses verges, sacrificis que no van tenir el resultat esperat. Van consultar l'oracle, que els va respondre que per posar fi a la plaga, havien de donar allò que els demanés el rei Minos. El rei va exigir que cada any els atenesos paguessin un tribut de set nois i set donzelles, desarmats, perquè servissin d'aliment al fill monstruós de Pasífae, el Minotaure. Més endavant, Teseu va alliberar la ciutat d'aquest tribut.
Hi ha una tradició que diu que Andrògeu va ser ressuscitat per Asclepi, potser per confusió amb Glauc, un germà seu, de qui també es deia que l'havia ressuscitat Asclepi. Andrògeu va tenir dos fills, Alceu i Estènel, que es van establir a Paros amb els seus oncles, els fills de Minos i de la nimfa Pària. D'altra banda, a Atenes se celebrava un festival, les Androgeònies, en honor seu.
Cal no confondre'l amb un altre Andrògeu que esmenta Virgili a l'Eneida: un cabdill aqueu, que va entrar a Troia dins el cavall i que, en l'assalt final de la ciutat, va ser confós pels seus companys d'armes i mort juntament amb l'escamot que manava.